# Жаппасбаев, Малик
Малик Жаппасбаев (каз. Мәлік Жаппасбаев; 1914—1944) — советский казахский композитор, домбрист-кюйши, дирижёр и концертмейстер.

## Биография
Малик Жаппасбаев родился в 1914 году в Сырдарьинском районе Кызылординской области Казахстана.
В 1935 году музыкант был приглашён в город Алма-Ату на должность концертмейстера Оркестра казахских народных инструментов (с 1944 года назван именем Курмангазы Сагырбайулы). Одновременно был домбристом и дирижёром в Казахской государственной филармонии.
Жаппасбаев известен как исполнитель шертпе-кюев (школа кюев). Среди написанных им песен наиболее известны следующие: «Цараганды туралы эн» («Песня о Караганде»), «Сэлем» («Привет») и «Жастьщ жыры» («Песня о молодости»).
Принимал участие в Великой Отечественной войне.
Малик Жаппасбаев умер в 1944 году.